# グリーンヒル寺田
グリーンヒル寺田（グリーンヒルてらだ）は、東京都八王子市寺田町に所在する団地。日本住宅公団（現：都市再生機構）が建設し、1980年（昭和55年）から入居開始した。総世帯数は約1300。団地敷地に近接して、京王バス高尾営業所（旧・寺田支所）のバス車庫がある。
郊外の他の公団住宅と同様、分譲住宅（70m2級）と賃貸住宅（50m2級）がある。住宅公団が開発したこともあり敷地内には緑が多く、学校が近くにあることから子育て世代の居住も多い。

## 交通
最寄駅は京王線めじろ台駅。駅からは京王電鉄バスを利用することになる。
横浜線八王子みなみ野駅へも京王バスによって運行されているが、めじろ台駅方面に比べると本数は少ない。
団地の範囲が広いために、団地内のバス停留所は「寺田東」「寺田センター」「グリーンヒル寺田」と3箇所設置されている。
めじろ台駅までの所要時間は約10分、八王子みなみ野駅までの所要時間は約12分ほどである。

## 周辺施設

### 教育施設
- グリーンヒル幼稚園
- 白百合保育園
- 八王子市立緑が丘小学校

少子化に伴い、団地内にあった寺田小学校と稲荷山小学校を統合し、旧寺田小学校の敷地に2005年（平成17年）度に開校。
団地住民から中学校建設の要望があり敷地が確保されていたが、1996年（平成8年）にその敷地を利用し公団により「パークヒルズめじろ台」が建設された。

### 商業施設
寺田センターバス停前にグリーンヒル寺田商店街がある。かつては銀行、電気屋、パン屋、書店、クリーニング屋、鮨屋など生活に必要なものは商店街ですべて揃った。しかし商店街の構造そのものが車道に面していないため団地内の住民以外の利用者を呼び込むことはできず、また団地の少子高齢化及び住民の生活様式も自動車中心となり近隣に多数存在する大規模店舗を利用するという生活様式の変化の影響から、多くが空き店舗となっている。また商店街の要であるスーパーマーケットも撤退を繰り返しており、直近で誘致した店舗も2017年（平成29年）12月26日をもって撤退し、4年を経て2021年（令和3年）11月12日より新たなスーパーが出店している。
商店街の活性化が、団地の目下の課題であるといっても過言ではない。
- 現存する店舗
  - 八王子グリーンヒル寺田郵便局
  - 東和銀行昭島支店寺田出張所（ATMのみ）
  - 中山薬局
  - J Smile FOODS MARKET（スーパー）[1]

- かつて存在した店舗
  - 東和銀行八王子支店寺田出張所（有人店舗）
  - フレッシュマート紀ノ国屋
  - スーパークローバー
  - スーパーエイト
  - スーパーナカヤ
  - 東日本住宅グリーンヒル寺田営業所
  - 一生堂

### 生活施設
各ブロックごとに集会所がある。

### 公園等
児童公園が大小合わせると多数存在する。しかし少子化によりあまり利用されていないようである。
名前がついている公園は以下の通り。
- 子の澤公園（寺田東バス停前）
- ねの澤公園（寺田東バス停付近）
- 稲荷山公園（グリーンヒル寺田バス停付近）